# The Quantum Enigma
The Quantum Enigma é o sexto álbum de estúdio da banda holandesa de metal sinfônico, Epica. Ele foi lançado em 02 de maio de 2014 via Nuclear Blast na Europa, 5 de maio no Reino Unido e 6 de maio na América do Norte. É o primeiro álbum de estúdio com o novo baixista Rob van der Loo, que substituiu Yves Huts em 2012.

## Antecedentes e divulgação
A arte da capa do álbum foi feita por Stefan Heilemann, que também fez a arte da capa do quarto e quinto álbum da banda.
O guitarrista e vocalista Mark Jansen explica:
| “ | "Tenho estado a ouvir o nosso novo álbum e eu não consigo obter o suficiente dele. Soa mais moderno, mas com todos os elementos típicos do EPICA dentro. Refrescante, pode ser a palavra certa. Este álbum também tem...sido o resultado de um esforço de grupo real. Foi ótimo ver todo mundo tão motivado a criar o nosso melhor álbum. Mesmo que o som mais pesado (as guitarras, baixo e bateria soam tão brutal!), ainda é um álbum muito atraente também. Algumas influências antigas do nosso primeiro trabalho, algumas referências a "Design Your Universe" e alguns novos elementos. Eu não posso esperar até o momento em que você vai ser capaz de ouvir o nosso recém-nascido que faz nos todos muito orgulhosos!" | ” |

Em 13 de março de 2014 a banda anunciou o primeiro single do álbum: "The Essence of Silence".
O Epica voltou aos palcos no dia 30 de abril para realizar o show de lançamento do novo álbum no 013 em Tilburg, Holanda.
| Críticas profissionais | Críticas profissionais |
| Avaliações da crítica  | Avaliações da crítica  |
| Fonte                  | Avaliação              |
| ---------------------- | ---------------------- |
| Whiplash.net           | [ 5 ]                  |
| About.com              | [ 6 ]                  |
| Sputnikmusic           | [ 7 ]                  |
| Metal Storm            | [ 8 ]                  |
| Metal Temple           | [ 9 ]                  |
| Ultimate Guitar        | [ 10 ]                 |

No dia 18 de Março, "The Essence of Silence" foi lançado como single no iTunes nos Estados Unidos.
No dia 3 de abril de 2014, "Unchain Utopia",  vazou na internet, enquanto a sua data original de lançamento era 04 de abril.
Em uma entrevista com o Sonic Cathedral, a vocalista Simone Simons havia confirmado que um vídeo da música "Unchain Utopia" estava prestes a ser lançado, em vez disso, um lyric video (vídeo com a letra da música) foi lançado apresentando imagens filmadas originalmente para o vídeo da mesma.

## Faixas do Álbum
| Disco 1 (Versão Standard) |                                                  |               |                                                 |         |  |
| N.º                       | Título                                           | Letras        | Música                                          | Duração |  |
| 1.                        | "Originem"                                       | Mark Jansen   | Bob Katsionis & Epica                           | 2:11    |  |
| 2.                        | "The Second Stone"                               | Simone Simons | Isaac Delahaye & Epica                          | 5:00    |  |
| 3.                        | "The Essence of Silence"                         | Jansen        | Ariën Van Weesenbeek & Epica                    | 4:47    |  |
| 4.                        | "Victims of Contingency"                         | Jansen        | Jansen, Epica, Jack Driessen & Frank Schiphorst | 3:31    |  |
| 5.                        | "Sense Without Sanity" (The Impervious Code)     |               | Mark Jansen & Epica                             | 7:42    |  |
| 6.                        | "Unchain Utopia"                                 | Simons        | Delahaye & Epica                                | 4:45    |  |
| 7.                        | "The Fifth Guardian" (Interlude)                 |               | Delahaye, Coen Janssen & Miro Rodenberg         | 3:04    |  |
| 8.                        | "Chemical Insomnia"                              | Simons        | Isaac Delahaye & Epica                          | 5:12    |  |
| 9.                        | "Reverence" (Living in the Heart)                | Jansen        | Van Weesenbeek & Epica                          | 5:02    |  |
| 10.                       | "Omen" (The Ghoulish Malady)                     | Jansen        | Jansen & Epica                                  | 5:28    |  |
| 11.                       | "Canvas of Life"                                 | Simons        | Janssen & Epica                                 | 5:28    |  |
| 12.                       | "Natural Corruption"                             | Simons        | Delahaye & Epica                                | 5:28    |  |
| 13.                       | "The Quantum Enigma" (Kingdom of Heaven Part II) | Jansen        | Jansen & Epica                                  | 11:53   |  |

| Faixas Bônus |                        |               |                         |         |  |
| N.º          | Título                 | Letras        | Música                  | Duração |  |
| 1.           | "In All Conscience"    | Mark Jansen   | Rob van der Loo & Epica | 5:04    |  |
| 2.           | "Dreamscape"           | Simone Simons | Van Der Loo & Epica     | 4:59    |  |
| 3.           | "Memento"              | Simons        | Van Weesenbeek & Epica  | 4:12    |  |
| 4.           | "Banish Your Illusion" | Jansen        | Jansen & Epica          | 6:11    |  |
| 5.           | "Mirage of Verity"     | Jansen        | Van der Loo & Epica     | 5:59    |  |

| Disco 2 (Digipack e Earbook) |                                        |        |                     |         |  |
| N.º                          | Título                                 | Letras | Música              | Duração |  |
| 1.                           | "Canvas of Life" (Versão Acústica)     | Simons | Janssen & Epica     | 4:51    |  |
| 2.                           | "In All Conscience" (Versão Acústica)  | Jansen | Van Der Loo & Epica | 4:17    |  |
| 3.                           | "Dreamscape" (Versão Acústica)         | Simons | Van Der Loo & Epica | 4:59    |  |
| 4.                           | "Natural Corruption" (Versão Acústica) | Simons | Delahaye & Epica    | 4:49    |  |

| Disco 3 (Earbook) |                                                                 |                                                 |         |  |
| N.º               | Título                                                          | Música                                          | Duração |  |
| 1.                | "Originem" (Instrumental)                                       | Bob Katsionis & Epica                           | 2:11    |  |
| 2.                | "The Second Stone" (Instrumental)                               | Delahaye & Epica                                | 5:00    |  |
| 3.                | "The Essence of Silence" (Instrumental)                         | Van Weesenbeek & Epica                          | 4:47    |  |
| 4.                | "Victims of Contingency" (Instrumental)                         | Jansen, Epica, Jack Driessen & Frank Schiphorst | 3:31    |  |
| 5.                | "Sense Without Sanity" (The Impervious Code - Instrumental)     | Jansen & Epica                                  | 7:42    |  |
| 6.                | "Unchain Utopia" (Intrumental)                                  | Delahaye & Epica                                | 4:45    |  |
| 7.                | "The Fifth Guardian" (Interlude - Instrumental)                 | Delahaye, Janssen & Miro Rodenberg              | 3:04    |  |
| 8.                | "Chemical Insomnia" (Instrumental)                              | Delahaye & Epica                                | 5:12    |  |
| 9.                | "Reverence" (Living in the Heart - Instrumental)                | Van Weesenbeek & Epica                          | 5:02    |  |
| 10.               | "Omen" (The Ghoulish Malady - Instrumental)                     | Jansen & Epica                                  | 5:28    |  |
| 11.               | "Canvas of Life" (Instrumental)                                 | Janssen & Epica                                 | 5:28    |  |
| 12.               | "Natural Corruption" (Instrumental)                             | Delahaye & Epica                                | 5:28    |  |
| 13.               | "The Quantum Enigma" (Kingdom of Heaven Part II - Instrumental) | Jansen & Epica                                  | 11:53   |  |

## Paradas musicais
| Paradas (2014)                        | Posições |
| ------------------------------------- | -------- |
| Países Baixos (Dutch Charts)          | 4        |
| Alemanha (Offizielle Deutsche Charts) | 11       |
| Suíça (Schweizer Hitparade)           | 17       |
| Finlândia (Suomen virallinen lista)   | 27       |
| Áustria (Ö3 Austria Top 40)           | 30       |
| Hungria (MAHASZ)                      | 30       |
| França (SNEP)                         | 38       |
| Reino Unido (UK Albums Chart)         | 53       |
| Espanha (PROMUSICAE)                  | 62       |

## Músicos

### Integrantes
- Simone Simons – vocais
- Mark Jansen – guitarra rítmica, vocal gutural
- Isaac Delahaye – guitarra solo
- Rob van der Loo – baixo
- Coen Janssen – sintetizador, piano
- Ariën van Weesenbeek – bateria

### Créditos
Os créditos foram tomados a partir de All Music.
- Jacob Hansen (Volbeat, Hatesphere, Amaranthe) - mixagem
- Joost van den Broek (ex-After Forever) - produtor, masterização
- Maarten de Peijper - engenheiro de som
  - Kamerkoor (Chamber coro) PA'dam
- Maria van Nieukerken - condutora
- Alfrun Schmid, Frederique Klooster, Martha Bosch, Silvia da Silva Martinho e Annemieke Nuijten - soprano (tipo de voz)
- Astrid Krause, Annette Stallinga, Annette Vermeulen e Karen Langendonk - alto (tipo de voz)
- Daan Verlaan, Koert Braches e Ruben de Grauw - Tenor (tipo de voz)
- Andreas Goetze, Angus van Grevenbroek e Jan Douwes - baixo (tipo de voz)
  - Epica Sessão de cordas
- Ben Mathor, Marleen Wester, Ian de Jong, Emma van der Schalie e Merel Jonker - 1° violino
- Judith van Driel, Floortje Beljon, Loes Dooren e Vera van der Bie - 2° violino
- Mark Mulder, Adriaan Breunis e Amber Hendriks - viola
- David Faber, Annie Tangberg, Jan Willem Troost e Thomas van Geelen - violoncelo
- Marcela Bovio (Stream of Passion) - backing vocals
- Daniël de Jongh (Textures) - vocais masculinos adicionais